# Аліда Неве
Аліда Неве (англ. Alida Neave; 1 січня 1953 — 1 січня 2000) — колишня південноафриканська тенісистка.
Найвищим досягненням на турнірах Великого шолома був фінал в парному розряді.

## Фінали турнірів Великого шолома

### Парний розряд

#### Поразка (1)
| Рік  | Турнір                               | Партнерка          | Суперниці                | Рахунок  |
| 1929 | Відкритий чемпіонат Франції з тенісу | Боббі Гайне-Міллер | Лілі Альварес Кіа Боуман | 5–7, 3–6 |